# Dvobarvni bodiček
Dvobarvni bodiček (znanstveno ime Steccherinum bourdotii) je gliva iz rodu bodičkov (Steccherinum).

## Značilnosti
Trosnjak je pahljačasta tvorba z valovitim belim robom oziroma tvori skorjaste zaplate, ki so čvrsto pritrjene na podlago. Slovensko ime je dobila dveh prevladujočih barvah na površini klobukov, ki tvorita dva pasove belkaste in rjavkaste barve.
Trosovnica je bodičasta s stožčastimi bodicami dolžine 2–2,5 mm. Najprej je bledo rožnata, kasneje postane sivo rjava do okrasta.

## Razširjenost in življenjski prostor
Raste kot saprofit na drevesih.

## Mikroskopske značilnosti
Trosni prah je bel. Trosi so okrogli, neamiloidni. Velikost: 4,5-5 x 3,5-4 µm.

## Uporabnost
Neužitna.

## Galerija slik
- Zgornja stran klobukov
- Micelij in trosi